# Peter van de Kamp
Peter van de Kamp (Piet van de Kamp), nizozemsko-ameriški astronom, * 26. december 1901, Kampen, Nizozemska, † 18. maj 1995.

## Življenje in delo
Leta 1922 je van de Kamp diplomiral na Univerzi v Utrechtu. Svojo pot kot astronom je začel v Astronomskem laboratoriju v Groningnu pri van Rhijnu. V letu 1923 je s pomočjo podpore Draperjevega sklada Nacionalne akademije znanosti ZDA (NAS) prišel v ZDA na McCormickov observatorij Univerze Virginije v Charlottesvilleu, Virginija. Tu je sodeloval s Samuelom Mitchellom pri njegovem obsežnem programu zvezdne paralakse in s Haroldom Aldenom pri dolgotrajnem zvezdnem projektu Lewisa Bossa.
Naslednje leto je van de Kamp odšel na Lickov observatorij kot Kelloggov štipendist. Tu je junija 1925 na Univerzi Kalifornije v Berkeleyju doktoriral iz astronomije.
Od leta 1937 je bil predstojnik Observatorija Sproul Kolidža Swarthmore pri Filadelfiji, Pensilvanija. Leta 1942 je postal ameriški državljan. Največ se je ukvarjal z astrometrijo, paralakso in lastnih gibanjem zvezd.
Pod njegovim vodstvom so astronomi na Observatoriju Sproul prvič opazili planete zunaj našega Osončja. Leta 1943 je opazil majhne nepravilnosti v tiru ene od zvezd v sistemu 61 Laboda (Cygni). Ugotovili so, da obstaja tam še komponenta brez lastne svetlobe z osemkratno maso Jupitra. To naj bi bil planet. Leta 1960 so odkrili planet približno enake velikosti okoli majhne zvezde Lalande 21185. Podobne nepravilnosti so leta 1963 našli za Barnardovo zvezdo, ki jih povzroča planet z maso ena in pol Jupitrove, in tudi za druge zvezde. Izredno težke opazovalne razmere so vprašljive pri van de Kampovi trditvi, da so bili to prvi planetni sistemi zunaj našega. Barnardova zvezda je nam druga najbližja zvezda, oddaljena 5,96 svetlobnih let, Lalande 21185 peta, 8,29 sv. l. in 61 Laboda petnajsta najbližja, 11,40 sv. l. Zdi se zelo verjetno, da obstajajo samo v naši neposredni bližini trije plantni sistemi. Bolj verjetno je, da so planetni sistemi v Vesolju razmeroma pogosti, kot dokazujejo nekatere teorije o nastanku zvezd, npr. von Weizsäckerjeva. Potrditev prvega zunajosončnega planeta je prišla leta 2003 pri dvozvezdju Alrai (γ Kefeja (Cephei)).

## Priznanja

### Poimenovanja
Po njem se imenuje asteroid glavnega pasu 1965 van de Kamp.
1. 1 2  Peter van de Kamp — 2009.
2. 1 2  SNAC — 2010.